# Bezafibrat
Bezafibrat (łac. Bezafibratum) – organiczny związek chemiczny, lek regulujący przemianę tłuszczów w organizmie, zmniejsza stężenie trójglicerydów, cholesterolu i lipoprotein w surowicy krwi, zwiększa frakcję lipoprotein HDL.

## Farmakokinetyka
Po podaniu doustnym lek wchłania się prawie całkowicie z przewodu pokarmowego, osiągając maksymalne stężenie w surowicy krwi po 2 godzinach. Biologiczny okres półtrwania wynosi około 2 godzin. Metabolizm bezafibratu zachodzi w 50% w wątrobie. Lek wydalany jest przez nerki.

## Wskazania
- zwiększony poziom lipidów (hiperlipidemia)
- zwiększone stężenie trójglicerydów we krwi (hipertrójglicerydemia)
- cukrzyca

## Przeciwwskazania
- nadwrażliwość na lek
- kamica żółciowa
- choroby pęcherzyka żółciowego
- zaburzenia czynności wątroby lub nerek
- ciąża i karmienie piersią
- wiek poniżej 10 roku życia

## Działania niepożądane
- brak apetytu
- bóle w nadbrzuszu
- nudności
- wymioty
- bóle i zawroty głowy
- osłabienie
- zespół objawów miopatii
- zapalenie mięśni
- zaburzenia potencji
- wysypka skórna

## Preparaty
- Bezamidin – tabletki powlekane 0,2 g

## Dawkowanie
Dawkę i częstotliwość podawania leku ustala lekarz, zwykle dorośli 1 tabletkę 2–3 razy dziennie. Tabletki należy połykać w całości po posiłku, popijając wodą.